# Cos ciliar

Diagrama de la part anterior de l'ull humà. 1. Tendó, 2. Cos ciliar, 2a. Processos ciliars, 2b. Anell ciliar o Pars plana, 3. Cambra posterior, 4. Iris, 5. Pupil·la, 6. Còrnia, 7. Cambra anterior, 8. Sistema trabecular i canal de Schlemm. 9. Conjuntiva. 10. Zònula ciliar o lligament suspensori del cristal·lí, 11. Ora serrata.

El cos ciliar és una part de l'ull situada entre l'iris i la regió de l'ora serrata en la retina, responsable de la producció de l'humor aquós i del canvi de forma del cristal·lí necessari per a aconseguir la correcta acomodació (enfocament). Està format per dos estructures, el múscul ciliar i els processos ciliars. Forma la part mitjana de l'úvea, entre l'iris i la coroides.

## Anatomia
El cos ciliar s'estén des de la part anterior de la retina (ora serrata) fins a la base de l'iris, immediatament darrere de la unió de l'esclera amb la còrnia i està constituït per dos parts ben diferenciades, els processos ciliars i el múscul ciliar; ocupen una superfície de 6 cm quadrats en cada ull.
Els processos ciliars són uns plecs en la part anterior del cos ciliar d'on parteixen les anomenades fibres zonulars (formant el lligament suspensori del cristal·lí) que ho uneixen a la càpsula del cristal·lí.
El múscul ciliar és una banda circular de múscul llis que consta de fibres radials i longitudinals.

## Fisiologia
El cos ciliar posseeix dues funcions ben definides:
Els processos ciliars són els encarregats de produir l'humor aquós a una velocitat de 2-3 microlitres per minut. L'humor aquós és essencial per al funcionament correcte del globus ocular i ha de mantenir-se a una pressió de 15 mm Hg amb un marge de només 2 mm Hg. Si la pressió de l'humor aquós puja, es produeix una malaltia anomenada glaucoma.
El múscul ciliar canvia la forma del cristal·lí per a aconseguir un bon enfocament de la imatge en la retina.